# Bart Oegema
Bart Oegema (* 23. Februar 1983 in Amsterdam; † 11. Januar 2011) war ein niederländischer Radrennfahrer.
Bart Oegema begann seine Karriere 2002 nach dem Abbruch eines Physikstudiums an der Universität von Amsterdam bei der niederländischen Radsportmannschaft Bert Story-Piels. Nach zwei Jahren wechselte er für eine Saison zu Löwik Meubelen-Tegeltoko und anschließend für drei Jahre zu AVC Aix-en-Provence. Parallel dazu studierte Oegema Bewegungswissenschaften an der Freien Universität Amsterdam.
2006 gewann er eine Etappe bei der Tour de la Martinique und wurde dort auch Dritter der Gesamtwertung. Im nächsten Jahr war er auf dem ersten Teilstück des Circuit des Ardennes erfolgreich und wurde dort auch Dritter der Gesamtwertung. 2008 fuhr Oegema für das niederländische Continental Team P3 Transfer-Batavus. Anschließend beendete er seine Karriere und arbeitete als Pfleger.
Am 11. Januar 2011 verstarb Oegema aus bisher nicht veröffentlichten Gründen.

## Erfolge
2006
- eine Etappe Tour de la Martinique

2007
- eine Etappe Circuit des Ardennes

## Teams
- 2002 Bert Story-Piels
- 2003 Bert Story-Piels
- 2004 Löwik Meubelen-Tegeltoko
- 2005–2007 AVC Aix-en-Provence
- 2008 P3 Transfer-Batavus